# Drumuri mureșene
Drumuri mureșene este un film românesc din 1989 regizat de Ervin Szekler